# Dihelostema
Dihelostema (lat. Dichelostemma),  biljni trod u porodici šparogovki (Asparagaceae) i redu šparogolike (Asparagales), dio je potporodice Brodiaeoideae. 
To su trajnice s 4 priznate vrste (plus 1 hibrid) lukovičastih geofita na zapadu Sjeverne Amerike, od Washingtona do Kalifornije

## Vrste
1. Dichelostemma congestum (Sm.) Kunth
2. Dichelostemma ida-maia (Alph.Wood) Greene
3. Dichelostemma multiflorum (Benth.) A.Heller
4. Dichelostemma volubile (Kellogg) A.Heller
5. Dichelostemma × venustum (Greene) Hoover